# Ежэнь
Ежэнь (кит. трад. 野人, пиньинь yěrén, буквально: «дикий человек»), также известный как «китайский дикий человек» (кит. трад. 神农架野人, пиньинь Shénnóngjiàyěrén, буквально: «Дикий человек из Шэньнунцзя») или «человек-медведь» (кит. трад. 人熊, пиньинь rén xióng, палл. жэньсюн) — легендарное существо, криптид, по ряду предположений — ещё не открытый гоминид, якобы обитающий в отдалённых горных лесных районах западной части китайской провинции Хубэй и некоторых соседних.

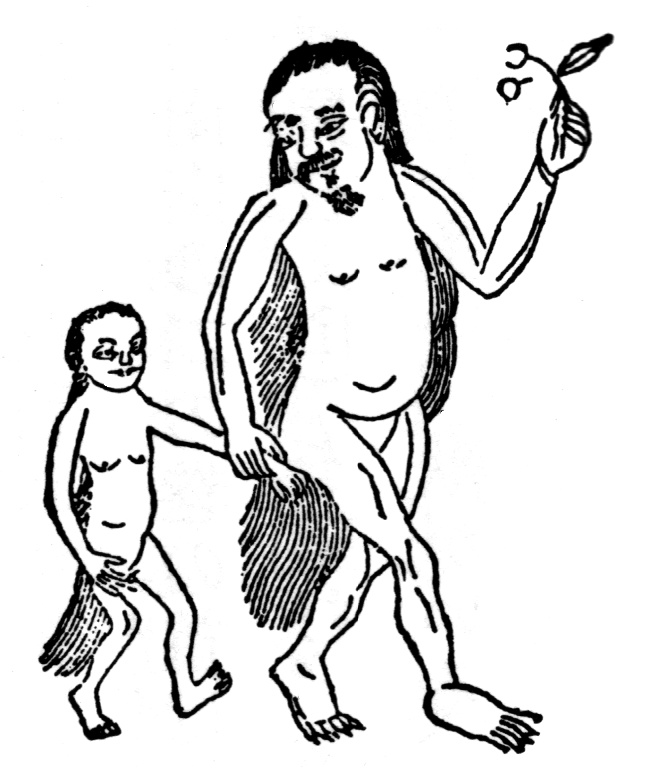

## Описание
Предполагаемые очевидцы, как правило, сообщают, что данное существо крупных размеров и покрыто длинной шерстью красноватого или тёмно-коричневого цвета, но некоторые образцы с белой шерстью якобы также были замечены. Рост существа, по оценкам, составляет от шести до восьми футов (1,8—2,5 метра), хотя в некоторых сообщениях рост указывается ещё больше — якобы более десяти футов (то есть более 3 метров). Длина волос, по описаниям, составляет 3—4 сантиметра. Обычно предполагаемые очевидцы указывали, что у ежэня нет хвоста. Лицо существа якобы напоминает нечто среднее между лицом обезьяны и человека и выглядит более плоским, чем у человека. Также сообщается, что он обычно передвигается на двух ногах и ходит прямо, а его руки очень длинные. Найденные следы, которые якобы принадлежат ежэню, описываются как глубокие и длинные, более 40 сантиметров длиной. Следы будто бы имеют пять пальцев, но форма стопы ближе к обезьяньей; также сообщается, что форма следа в целом округлая, что позволяет предположить, что ежэнь может в случае необходимости быстро бегать, карабкаться или передвигаться на четырёх ногах. Существо якобы издаёт различные звуки, чаще всего — громкие пронзительные крики.
В основном же описания ежэня позволяют предположить о том, что он, если существует, меньше американского снежного человека — бигфута. Как и бигфут, ежэнь якобы отличается мирным характером и, как правило, старается тихо уйти, когда сталкивается с людьми в провинции Чжэцзян. Тем не менее, местные жители считают ежэня опасным хищником, однако учёные Китайской Академии наук, которые верят в его существование, считают, что ежэнь ест только растения, такие как ягоды и орехи, а также насекомых. Также он якобы иногда совершает набеги на местные кукурузные поля. Считается, что в большинстве случаев ежэни живут парами, однако иногда могут образовывать небольшие семейные группы.

## Предполагаемые наблюдения
Сообщения о ежэне фиксируются китайскими властями с 1920 года — с того времени записано уже более 400 наблюдений, хотя в местных легендах это существо фигурирует в течение многих сотен лет. Кроме того, регион активно посещается туристами, многие из которых также ведут поиски. Ряд учёных из Китайской Академии наук убеждены, что ежэнь представляет собой неизвестного науке примата. Китайское министерство лесного хозяйства, с другой стороны, объявило в декабре 1998 года, что ежэня следует рассматривать лишь как мифическое существо, потому что проведённые исследования показывают, что все находки, связанные с предполагаемым диким человеком, на самом деле относятся к другим животным. Несмотря на критические сообщения, опровергающие веру в существование ежэня, популярность истории о криптиде возрастает, ввиду чего заповедник в Шэньнунцзя посещает всё большее число туристов, уже около 400 000 каждый год. Чиновники из сферы туризма провинции Хубэй взяли на себя обязательство выплатить премию в размере 55 000 евро за пойманного живого ежэня и премию немного меньшего размера за мёртвого. За сделанные фотографии существа также было обещано вознаграждение, однако надеяться на него практически невозможно, поскольку китайское правительство запретило организацию для туристов так называемых «ежэнь-сафари».
Академия наук в 1977 году организовала большую экспедицию, чтобы найти существо. Профессор Гохудзин во главе группы в 110 человек исследований работал в регионе на протяжении восьми месяцев, и за это время было собрано множество сообщений от местных жителей, якобы бывших очевидцами наблюдений ежэня. Экспедиция обнаружила следы и экскременты, по которым было заключено, что существо имеет рацион питания, подобный рациону гориллы или орангутана. В лесу якобы были обнаружены спальные места, похожие на те, что устраивают гориллы. Члены группы будто бы сделали много открытий, связанных с существом, но ничего не смогли подтвердить фотографиями.
В 1995 году вторая исследовательская группа в составе 30 человек отправились на поиски ежэня в регион Шэньнунцзя в западной части провинции Хубэй Shennongjian региона. Этой экспедиции также не удалось получить веских доказательств существования криптида, но находки, якобы обнаруженные ей, были очень похожи на те, о которых говорилось в 1977 году.
В 1999 году состоялась третья крупномасштабная экспедиция — всё в тот же заповедник в Шэньнунцзя. Она продолжалась два месяца, в её работе приняли участие китайские учёные и журналисты. В результате было якобы обнаружено двадцать мест, где была найдена объеденная кукуруза и рыжие волосы на её остатках.
На этот раз образцы волос ежэня были взяты и отправлены в Академию наук для дальнейшего изучения. Сообщается, что китайские специалисты якобы не смогли определить по ним принадлежность животного и заявили, что они принадлежат неизвестному существу. Однако одни лишь образцы волос не являются достаточным доказательством существования нового вида, поэтому и в самом Китае, и в западных странах большинство исследователей подвергло теорию о реальном существовании ежэня жёсткой критике.

## Попытки объяснения
Некоторые криптозоологи пытаются связать ежэня с вымершими гоминидами гигантопитеками, которые прежде обитали в данном регионе, например — Gigantopithecus blacki, приводя в качестве аргумента то, что ископаемые остатки доисторических приматов часто обнаруживают в этом районе. Другая исключительно криптозоологическая теория предполагает, что ежэнь является неизвестным науке предком современного человека, оказавшимся в эволюционном тупике на тысячи лет. Более научным, но также маловероятным предположением является то, что ежэнь на самом деле представляет собой новый вид орангутанга, устраивающего наземные жилища, бипедального и пришедшего в материковую Азию с Борнео и Суматры. Из Китая же орангутанги исчезли ещё в плейстоценовом периоде. Ещё более реалистичным объяснением, которого придерживаются многие учёные, считается принадлежность ежэня и обнаруженных волос к какому-либо виду макак, которые в большом количестве обитают в данном регионе.
Также предполагается, что ежэнь может быть просто легендой. Регион, в котором якобы обитает ежэнь, богат суевериями и странными явлениями, в том числе повышенным присутствием альбинизма в местной фауне, что добавляет в его описания мистики. Возможно, сообщения о ежэне связаны с древними китайскими легендами о лесных великанах и людях-медведях.
Большинство же авторитетных учёных, как китайских, так и западных, которые изучали сообщения о ежэне, пришли к выводу, что почти все вещественные доказательства и наблюдения, приводимые местными жителями, являются ненадёжными и часто сфабрикованы, и что, учитывая отсутствие надежных доказательств указывает на то, что ежэнь, скорее всего, не существует.